# 满江红
滿江紅•寫懷为一词牌名，此调为双调93字，前阕4仄韵，后阙5仄韵，前阕5、6句、后阕7、8句要对仗。后阕3字4字也可对仗。

## 詞牌格式
中仄平平，平中仄、中平中仄。
中中仄、中平平仄，仄平中仄。
中仄中平平仄仄，中平中仄平平仄。
仄中平、中仄仄平平，平平仄。
中中仄，平中仄。平仄仄，平平仄。
仄平平中仄，仄平平仄。
中仄中平平仄仄，中平中仄平平仄。
仄中平、中仄仄平平，平平仄。
韻腳 : 整體為全押仄聲韻

## 考據爭議
其中最著名的一首為宋朝名將岳飛所作；此詞是否為岳飛作，自1930年代以來爭論不休。學者余嘉錫質疑為明朝有人假借岳飛之名而作。1960年代，詞學專家夏承燾懷疑作者另有其人，因明朝初未有此詞流行及賀蘭山當時在西夏境內。
漢學大師饒宗頤、宋遼金史專家鄧廣銘與王曾瑜、李安、林玫儀等則考據岳飛確有作《滿江紅》。王克、李安等人認為詞中賀蘭山指河北西路磁州賀蘭山，正於對金戰場。
1983年，在浙江省江山縣(古名須江)發現一古籍《須江郎峰祝氏族譜》，其《詩詞歌賦》集裡，載有岳飛在紹興三年（1133年）寫贈大制參祝允哲的《滿江紅》詞作及祝氏的和詞，被認為是岳飛《滿江紅·寫懷》的原稿。

## 例詞

### 宋代
蘇軾
滿江紅·懷子由作
清潁東流，愁目斷、孤帆明滅。
宦遊處、青山白浪、萬重千疊。
孤負當年林下意，對牀夜雨聽蕭瑟。
恨此生、長向別離中，添華髮。
一尊酒，黃河側。無限事，從頭說。
相看恍如昨，許多年月。
衣上舊痕餘苦淚，眉間喜氣添黃色。便與君、池上覓殘春，花如雪。
岳飛
滿江紅·寫懷
怒髮衝冠，憑欄處、瀟瀟雨歇。
抬望眼，仰天長嘯，壯懷激烈。
三十功名塵與土，八千里路雲和月。
莫等閒/閑、白了少年頭，空悲切。
靖康恥，猶未雪。臣子恨，何時滅？
駕長車踏破，賀蘭山缺。
壯志饑餐胡虜肉，笑談渴飲匈奴血。
待從頭、收拾舊山河，朝天闕。
滿江紅·登黃鶴樓有感
遙望中原，荒煙外、許多城郭。
想當年、花遮柳護，鳳樓龍閣。
萬歲山前珠翠繞，篷壺殿裡笙歌作。
到而今、鐵騎滿郊畿，風塵惡。
兵安在？膏鋒鍔。民安在？填溝壑。
嘆江山如故，千村寥落。
何日請纓提銳旅，一鞭直渡清河洛。
卻歸來、再續漢陽遊，騎黃鶴。
韓世忠
滿江紅·萬里長江
萬里長江，淘不盡、壯懷秋色。漫說道、秦宮漢帳，瑤臺銀闕。
長劍倚天氛霧外，寶弓掛日烟塵側。向星辰、拍袖整乾坤，難消歇。
龍虎嘯，風雲泣。千古恨，憑誰說。對山河耿耿，淚沾襟血。
汴水夜吹羌笛管，鸞輿步老遼陽月。把唾壺敲碎問蟾蜍，圓何缺。
范成大
滿江紅·清江風帆甚快，作此，與客劇飲歌之。
千古東流，聲卷地、雲濤如屋。橫浩渺、檣竿十丈，不勝帆腹。
夜雨翻江春浦漲，船頭鼓急風初熟。似當年、呼禹亂黃川，飛梭速。 
擊楫誓，空驚俗。休拊髀，都生肉。任炎天冰海，一杯相屬。荻筍蔞芽新入饌，鶤弦鳳吹能翻曲。
笑人間、何處似尊前，添銀燭。
文天祥
滿江紅·代王夫人作
試問琵琶，胡沙外怎生風色。
最苦是，姚黃一朵，移根仙闕。
王母歡闌瓊宴罷，仙人淚滿金盘側。
聽行宮，半夜雨淋鈴，聲聲歇。
彩雲散，香塵滅。銅駝恨，那堪說！
想男兒慷慨，嚼穿齦血。
回首昭陽辭落日，傷心銅雀迎秋月。
算妾身，不愿似天家，金甌缺。
滿江紅·燕子樓中
燕子樓中，又捱過、几番秋色。
相思處、青年如夢，乘鸞仙闕。
肌玉暗消衣帶緩，淚珠斜透花鈿側。
最无端蕉影上窗紗，青燈歇。
曲池合，高臺滅。人間事，何堪說！
向南陽阡上，滿襟清血。
世態便如翻覆雨，妾身元是分明月。
笑樂昌一段好風流，菱花缺。

### 明代
文徵明
滿江紅·拂拭殘碑
拂拭殘碑，敕飛字、依稀堪讀。慨當初，倚飛何重，後來何酷！
果是功成身合死？可憐事去言難贖。最無辜、堪恨更堪悲，風波獄。
豈不念，疆圻蹙！豈不念，徽欽辱！念徽欽既返，此身何屬？
千古休談南渡錯，當時自怕中原復。笑區區、一檜亦何能，逢其欲。
夏完淳
滿江紅·無限傷心
無限傷心，吊亡國雲山故道。
驀驀地，杜鵑啼血，棠梨開早。
愁隨花絮飛來也，四山鎖盡愁難掃。
嘆年年春色倍還人，誰年少！
梨花雪，絲風曉；柳楊枝，籠煙裊。
禁三千白髮，鏡花虛照。
襟袖朱顏人似玉，也應同向金樽老。
想當時羅綺少年場，生春草。
滿江紅·惆悵
淥水三年，小橋畔，相逢曾賦。
長凝佇，青驄有影，章台無路。
月下憑肩衣尚暖，樓頭密約書成蠹。
訪城西、惟有畫簷蛛，絲如故。
曉雲意，人空慕。題詩客，愁應訴。
奈綠陰滿徑，乍逢崔護。
芍藥已付春夢遠，楊花有被東風誤。
想雕欄、不追卻沾泥，言還齼。

### 清代
鄭燮
滿江紅·四時田家苦樂歌
（春季）
細雨輕雷，驚蟄後，和風動土。正父老，催人早作，東畬南圃。
夜月荷鋤村吠犬，晨星叱犢山沉霧。到五更，驚起是荒雞，田家苦。
疏籬外，桃花灼；池塘上，楊絲弱。漸茅簷日煖，小姑衣薄。
春韭滿園隨意翦，臘醅半甕邀人酌。喜白頭，人醉白頭扶，田家樂。
（夏季）
麥浪翻風，又早是，秧針半吐。看壟上，鳴槔滑滑，傾銀潑乳。
脫笠雨梳頭頂髮，耘苗汗滴禾根土。更養蠶，忙殺採桑娘，田家苦。
風盪盪，搖新箬；聲淅淅，飄新籜。正青蒲水面，紅榴屋角，
原上摘瓜童子笑，池邊濯足斜陽落。晚風前，個個說荒唐，田家樂。
（秋季）
雲淡風高，送鴻雁，一聲淒楚。最怕是，打場天氣，秋陰秋雨。
霜穗未儲終歲食，縣符已索逃租戶。更爪牙，常例急於官，田家苦。
紫蟹熟，紅菱剝；桄桔響，村歌作。聽喧填社鼓，漫山動郭。
挾瑟靈巫傳吉兆，扶藜老子持康爵。祝年年，多似此豐穰，田家樂。
（冬季）
老樹槎枒，撼四壁，寒聲正怒。掃不盡，牛溲滿地，糞渣當戶。
茅舍日斜雲釀雪，長隄路斷風吹雨。儘村舂，夜火到天明，田家苦。
草為榻，蘆為幕；土為銼，瓢為杓。砍松枝帶雪，烹葵煮藿。
秫酒釀成歡里舍，官租完了離城郭。笑山妻，塗粉過新年，田家樂。
龐樹柏
滿江紅·靈嚴謁韓蘄王墓並讀記功碑敬賦
南渡江山，空留此、一抔殘土。尚彷佛，將軍旌旆，美人桴鼓。
江上風雲鷗夢冷，湖邊煙月鵑聲苦。只傷心、遺憾最難消，騎驢去。
滄桑淚，揮無緒。興亡跡，尋無據。算千秋歌哭，英靈知否？
螭背豐碑餘幾字，消磨那更風兼雨。望棲霞、一樣舊斜陽，埋怨處。

### 現代
郭沫若與毛澤東

郭沫若在1962年12月創作了《滿江紅 •領袖頌》，並在1963年元旦刊登於光明日報。毛澤東在讀後亦隨之創作《滿江紅 • 和郭沫若同志》和詞。
江澤民
《滿江紅·江上青百年誕辰祭》

## 流行文化
岳飛的《满江红》，曾被多位作曲家及歌手分別創作譜曲和演唱：
- 1932年林聲翕作曲的中國抗戰歌曲《滿江紅》
- 關聖佑作曲，溫兆倫主唱，為1982年香港亞洲電視武俠劇《十二金牌》插曲
- 顧嘉煇作曲，羅文主唱，為1983年香港無綫電視劇集《射鵰英雄傳之鐵血丹心》插曲
- 黃石作曲，原野三重唱主唱，為1988年中華電視公司八點檔電視劇《八千里路雲和月》主題曲
- 收錄於成龍《第一次》國語專輯（未納入正式曲目，但可在曲目結束後的段落聽取），此版本的曲調較為輕快
- 尤景文編曲，趙傳所演唱的搖滾版
- 由布袋戲大師黃俊雄作曲，西卿演唱之版本，為1994年《新雲州大儒俠》之主題曲，曲風重節奏、編曲富壯烈胸懷